# Ельчинова, Александра Олеговна
Алекса́ндра Оле́говна Ла́ршина (Ельчинова) (род. 21 мая 1989, Москва) — российская спортсменка, выступавшая в синхронном плавании. пятикратная чемпионка мира, семикратная чемпионка Европы, многократная чемпионка России и абсолютная чемпионка России 2010 года. Выступала в дуэте со Светланой Ромашиной, а также соло и в группе. В 2004—2008 годах была в резервном составе сборной России, в 2008—2010 годах — в основном составе. После получения травмы завершила карьеру в большом спорте.
Тренеры: Татьяна Сафонова,
Четверо детей: Мирослава, Елисей, Лев, Савелия.